# Pedro el Mudo

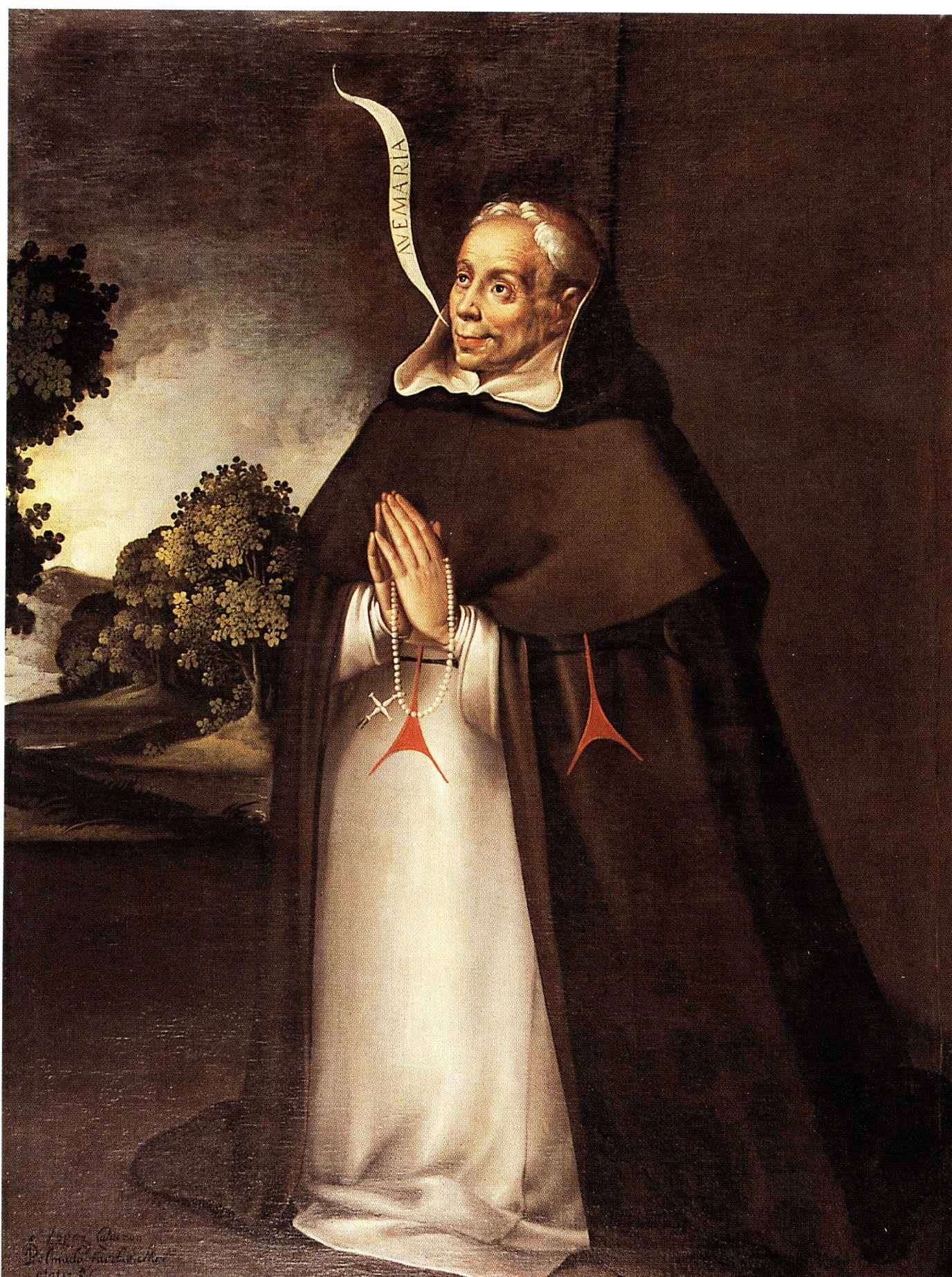
San Simón de Rojas, firmado «López Calderon / P. el mudo faciebat/ aetatis 35 Mexico», 157 x 118 cm, Las Palmas de Gran Canaria, Fundación Montesdeoca García-Saenz.

Pedro el Mudo (fl. 1634-1648) fue un pintor barroco español  activo en Madrid.
Conocido por su firma en un pequeño número de cuadros, el más primitivo de ellos fechado en 1634,  de su biografía únicamente se sabe que en 1648 fue enterrado en la parroquia de San Martín de Madrid. Fue Ceán Bermúdez, en el Diccionario histórico de los más ilustres profesores de las Bellas Artes en España, el primero en advertir la firma del pintor en un retrato del entonces beato Simón de Rojas que se encontraba en propiedad de Silvestre Collar y Castro, secretario del Consejo de Indias. A ello añadía la noticia de la existencia de algún otro cuadro de su mano en el convento de los trinitarios de la calle de Atocha de Madrid, que no había llegado a ver. Se trata, con toda probabilidad, del mismo lienzo conservado ahora en Las Palmas de Gran Canaria en el que, con la firma del Mudo, aparece la del mexicano Pedro López Calderón quien quizá se encargase de su restauración tras viajar el cuadro al virreinato de Nueva España, posiblemente con la colección de Gaspar Madrazo y Escalera, marqués del Valle de la Colina.
A este retrato del santo trinitario se han añadido posteriormente tan solo otros cuatro cuadros firmados, de estilo diverso, en los que se advierten recuerdos manieristas y rasgos naturalistas en la órbita de Vicente Carducho junto con la utilización de estampas. Se trata de Cristo muerto adorado por San Francisco, fechado en 1634 (Londres, The Arcade Gallery),  en el que se repite invertida una composición del veneciano Cosimo Piazza con un tratamiento bassanesco de la luz; Noli me tangere (Madrid, colección particular), copia de un grabado de Bartholomeus Spranger; Tobías y el Arcángel Rafael (1646, Madrid, Convento de Mercedarias de don Juan de Alarcón) y San Antonio de Padua (1647, paradero desconocido), estos tres últimos con fondos de paisajes flamencos, como también destacó Ceán en el retrato de Simón de Rojas.